# 러시드 브로드벨
러시드 브로드벨(영어: Rasheed Broadbell, 2000년 8월 13일~)은 자메이카의 육상 선수로 주 종목은 허들이다. 2024년 하계 올림픽 남자 110m 허들 종목에서 동메달을 획득했다.

## 경력
2000년 자메이카의 킹스턴에서 모리스 브로드벨과 달리아 브로드벨 부부의 아들로 태어났으며 자메이카 공과대학교에서 수학했다.
2019년에 자메이카 주니어 허들 국가대표 선수가 되었다. 같은 해 4월 케이맨 제도 조지타운에서 열린 U-20 카리브해 자유 무역 협회 경기 대회에 참가했으며 110m 허들 종목에 출전하여 13.26초의 기록으로 금메달을 획득했다.
2021년에 자메이카 선수권 대회에서 우승하면서 도쿄에서 열리는 2020년 하계 올림픽 국가대표로 발탁되었으나 부상으로 인해 올림픽에 불참했다.
2022년 8월에는 영국 버밍엄에서 열린 2022년 코먼웰스 게임에 자메이카 국가대표로 참가했으며 110m 허들 종목에서 바베이도스의 숀 브래스웨이트와 잉글랜드의 앤드루 포지를 꺾고 금메달을 획득했다. 그는 이 경기에서 13.08초를 기록하면서 코먼웰스 게임 기록을 경신했다.
2024년 8월에는 프랑스 파리에서 열린 2024년 하계 올림픽에 참가하여 올림픽에 데뷔했고 110m 허들 종목 결승에 진출하여 13.09초의 기록으로 미국의 그랜트 홀러웨이와 대니얼 로버츠의 뒤를 이어 동메달을 획득했다.